# Sävar bruk

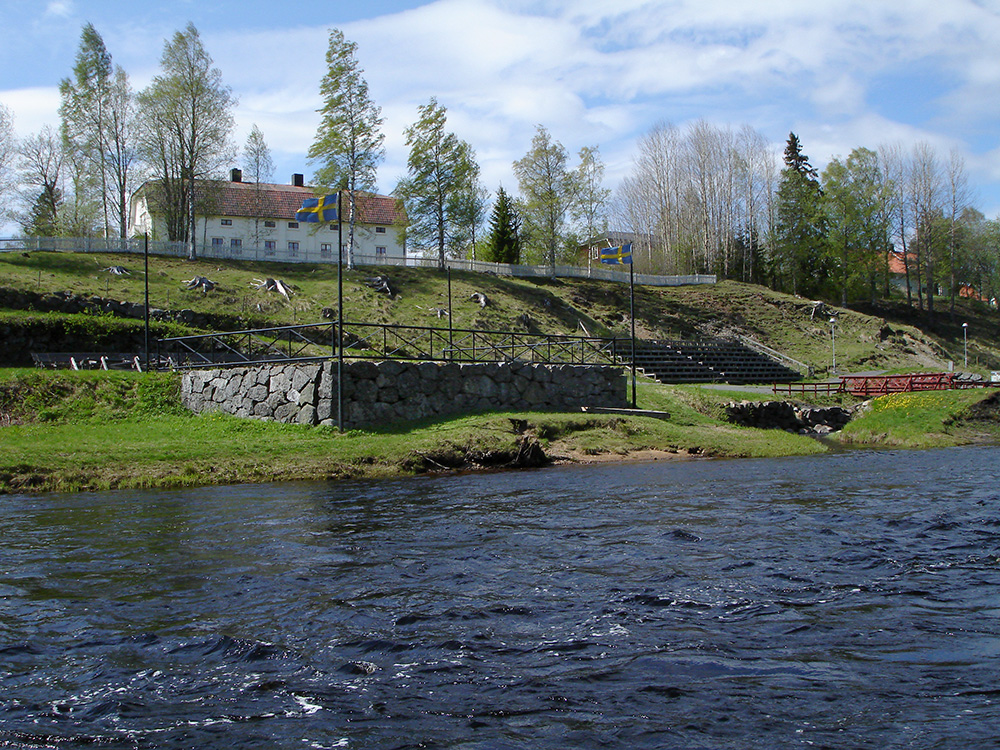
Grunderna efter Sävar bruk i Krypedalen vid Sävarån. På brinken står brukets gamla inspektorsbostad, uppförd i början av 1800-talet.

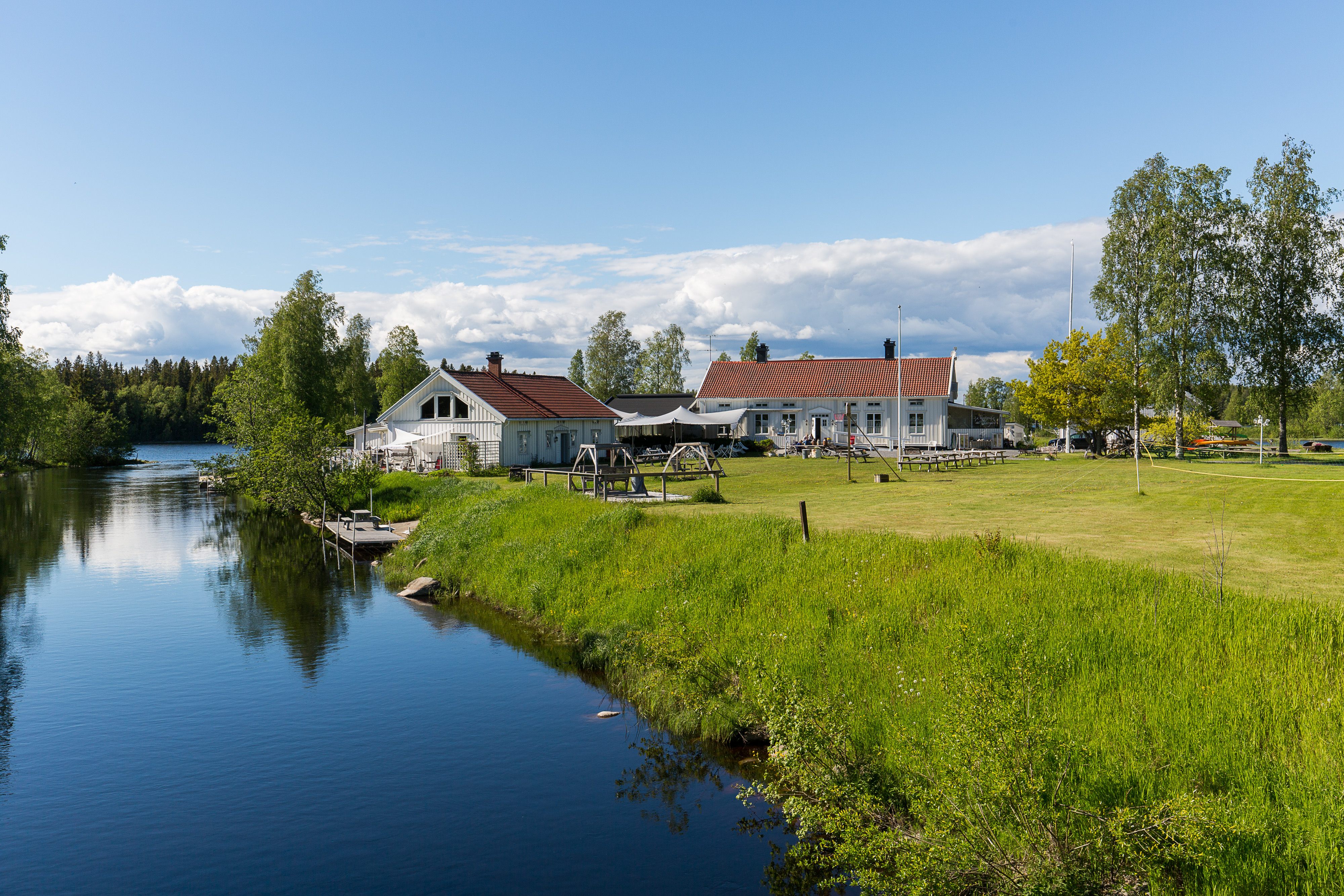
Herrgården i Skeppsvik, dit trä- och järnvaror flottades på Sävarån från sågverket och bruket i Sävar.

Sävar bruk var ett järnbruk och sågverk i Sävar, Västerbotten. Det var ett av de viktigare bruken i Västerbotten. Sågverket var i drift 1787–1889 och järnbruket 1804–1865.

## Sågverket
Ursprunget till Sävar bruk var den finbladiga vattensåg med två sågramar som bröderna Erik och Per Forssell 1787 fick tillstånd att anlägga vid Nykvarns- och Kallforsarna i Sävarån, strax nedströms Pålböleåns utlopp. Sågverksägarna fick tillstånd att avverka 800 träd från allmänningsskogar mot en avgift (stubböre) till Kronan. Bröderna Forssell hade dessutom redan innan rörelsen drogs igång sett till att köpa egna skogsfastigheter samt kommit överens med befolkningen i byarna längs Sävarån om årliga virkesleveranser. Gravmark förband sig att leverera 1 500 sågstockar, Tålsmark 500, Bullmark 600 och Botsmark 2 000. Endast furutimmer var intressant vid denna tid, och stockarna skulle vara minst sju alnar långa (drygt fyra meter) och nio tum (ca 22 cm) i diameter i den mindre änden.
Sävarån var vid denna tid inte iordningställd för flottning, vilket gjorde timmertransporterna besvärliga. Det tog två år att flotta timmer från åns övre delar ned till sågverket. Dessa besvärliga omständigheter gjorde att sågverksägarna inledningsvis fick sex års skattefrihet.
De färdigsågade bräderna och plankorna gick genom en vattenränna till en plats där virkets lades samman till stora buntar. Dessa flottades sedan ned till Skeppsvik vid Sävarfjärden utanför Sävaråns mynning, där en lastageplats hade anlagts. Där togs virket upp och lades på tork på Gergrundet.
Sågverket var i drift fram till 1889, då brädgården i Skeppsvik brann ned. Som mest uppgick produktionen till omkring 3 800 standards (knappt 18 000 kubikmeter) sågat virke.

## Järnbruket
År 1804 fick bröderna Forssell tillstånd att komplettera sågverket i Sävar med ett järnbruk med stångjärnshammare och manufaktursmedja för tillverkning av spik, hästskor och hästskosöm. Eftersom det inte fanns några lokala järnfyndigheter fick man samtidigt rätt att upphandla 750 skeppund (127 ton) tackjärn från Bergslagen, närmare bestämt från Norberg och Västerbergslagen.Bruket placerades mitt emot sågverket, på södra sidan av ån.
Bröderna Forssell uppgav vid sin tillståndsansökan att man var innehavare av egna hemman med skogar som omfattade 4 406 tunnland (drygt 2 000 hektar) i Sävar, Gunnismark, Botsmark, Västerhiske, Tjälamark, Tålsmark, Tväråmark, Teg och Forstorp. Där skulle 607 stigar träkol kunna produceras årligen. Bönderna i trakten lovade att leverera ytterligare 1 100 stigar.
Produktionen av stångjärn var som högst åren 1852–1853 med drygt 9 000 skeppund (drygt 150 ton) per år. För järnmanufakturer var åren 1854–1857 bäst med en produktion på cirka 198 skeppund (34 ton) per år.
Från bruket transporterades järnvarorna ut till lastageplatsen i Skeppsvik ovanpå brädflottarna från sågverket.
En ny herrgård anlades vid bruket 1806 sedan den gamla brunnit ned. Den flyttades 1920 till hembygdsområdet Gammlia i Umeå där den går under namnet Sävargården.
Under finska kriget skövlades bruket av de ryska styrkorna 1809. Brukspatronen Eric Forssell anhöll om skattebefrielser för att kunna komma på fötter igen. Detta beviljades också, men det gick trögt för bruket under några år. Därefter expanderade firman genom att en tredjedel av Johannisfors bruk övertogs 1839. År 1859 hade Sävar bruk en stångjärnshammare med två härdar, en manufakturverkstad med två spikhamrar och en dubbel ässja. Antalet anställda vid stångjärnssmedjan uppgick vid denna tid till en mästare, tre svenner, två dränger och två ”tillfälliga”, medan två mästare och två drängar arbetade vid manufakturen.

## Konkurs och försäljning
Verksamheten fortsatte dock att vara ekonomiskt bekymmersam, och 1862 inlämnades konkursansökan. I samband med detta avvecklades den rederiverksamhet som bedrivits i Skeppsvik. Bruket såldes tillsammans med sågverket och lastageplatsen i Skeppsvik till den engelska firman Hinde & Gladstone Ltd. Eric Forssell d.y. kvarstod som bruksförvaltare tills bruket lades ned 1865.
Därefter köptes rörelsen 1877 av Lars Peter Glas. Sedan han avlidit 1879 övergick bruket till hans bolag, Sandviks Ångsågs AB. Detta bolag övertog 1881 även Johannisfors bruk, som då fortfarande var i drift men som lades ned året därpå.
Sävars gamla bruksskogar omfattade på 1880-talet 300 000 hektar och ingick då i Sandviksbolagets Sävarförvaltning. Efter ytterligare ägarbyten tillhör dessa skogar numera Holmen Skog.

## Lämningar
Rester av sågverket finns kvar på östra sidan av Sågforsen, mitt emot ett nuvarande sågverk i Sävar (raä Sävar 126:1). Ett senare anlagt kraftverk har dock kraftigt förändrat sågverksområdets utseende. Lämningar efter bruket finns på västra sidan om den närmaste forsen nedströms, på den plats som kallas för just Bruksbacken. Rester av dammbyggnationerna finns i Krypedalen (raä Sävar 28:1).